# Warren Ridge
Warren Ridge är en bergstopp i Antarktis. Den ligger i Östantarktis. Nya Zeeland gör anspråk på området. Toppen på Warren Ridge är 1 100 meter över havet.
Terrängen runt Warren Ridge är kuperad åt nordost, men åt sydväst är den bergig. Havet är nära Warren Ridge åt nordost. Trakten är obefolkad. Det finns inga samhällen i närheten. 